# Tayaw kinpun

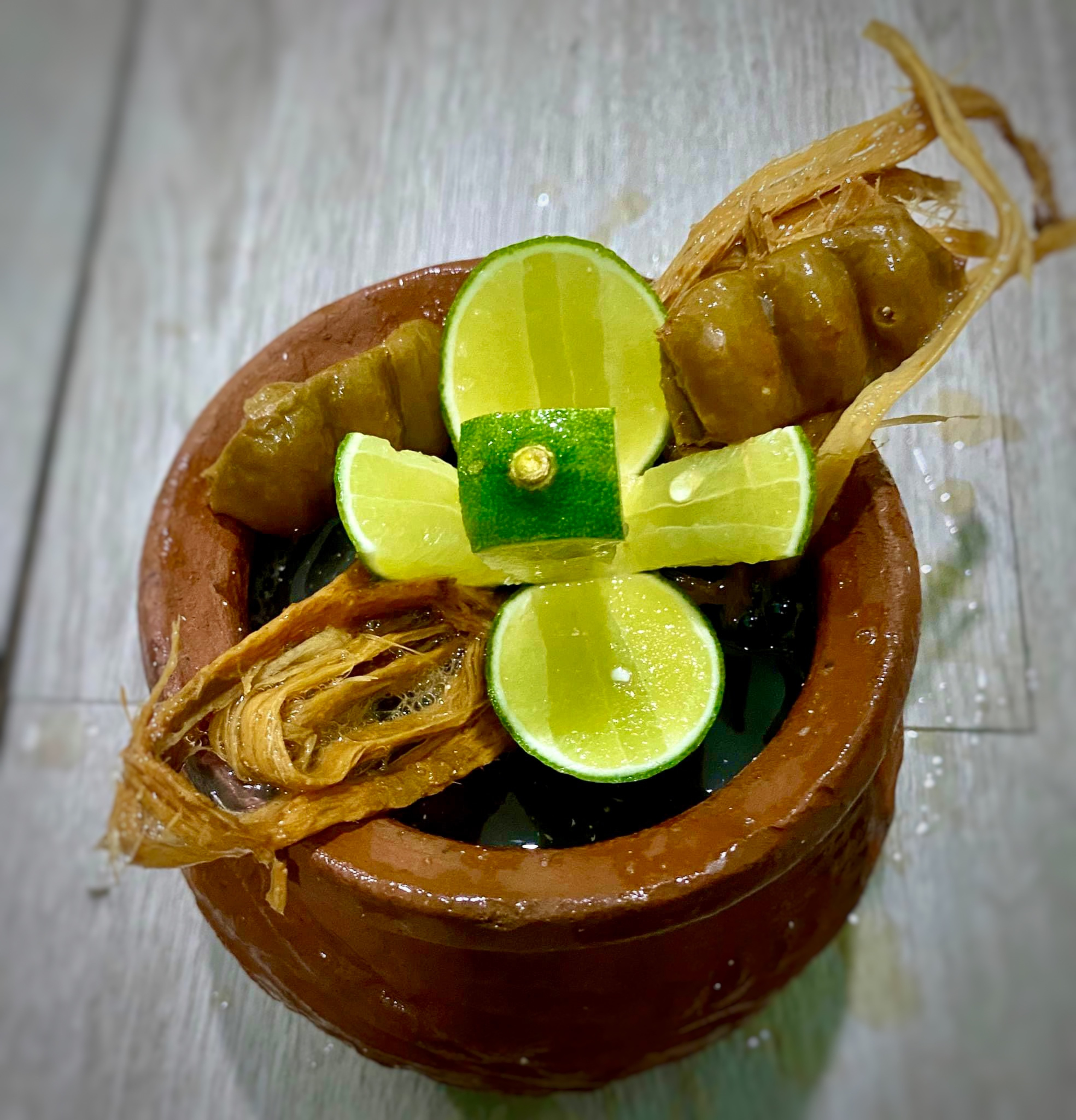
Hỗn hợp dầu gội tayaw kinpun truyền thống.

Tayaw kinpun (tiếng Miến Điện: တရော် ကင်ပွန်း, phát âm [təjò kìɰ̃mʊ́ɰ̃] hoặc phát âm [təjò kìɰ̃bʊ́ɰ̃]; cũng phiên âm là tayaw kinmun hoặc tayaw kinbun) là một hỗn hợp dầu gội truyền thống của Myanmar, với thành phần chính là vỏ cây tayaw (Grewia) và thứ quả giống xà phòng từ cây kinpun (Keo lá me). Chanh cũng có thể được thêm vào hỗn hợp. Việc gội đầu bằng tayaw kinpun đã trở thành một truyền thống quan trọng trong văn hóa Myanmar từ thời cổ đại. Các đời vua Myanmar cũng sử dụng thứ xà phòng này để rửa tóc của họ trong những lễ rửa tóc hoàng gia (tiếng Miến Điện: ခေါင်းဆေး မင်္ဂလာပွဲ), với niềm tin rằng việc này sẽ giúp gội đi những điều xui xẻo và đem lại may mắn. Ngày nay, nhiều người dân Myanmar vẫn dùng tayaw kinpun rửa đầu trong Ngày Tết Miến Điện nhằm loại bỏ tạp chất và điềm xấu trong quá khứ.
Ngoài các nghi lễ, tayaw kinpun còn được sử dụng rộng rãi bởi người dân Myanmar và bày bán phổ biến tại các chợ trời trong nước, thường là gói trong túi nhựa.

## Truyền thuyết

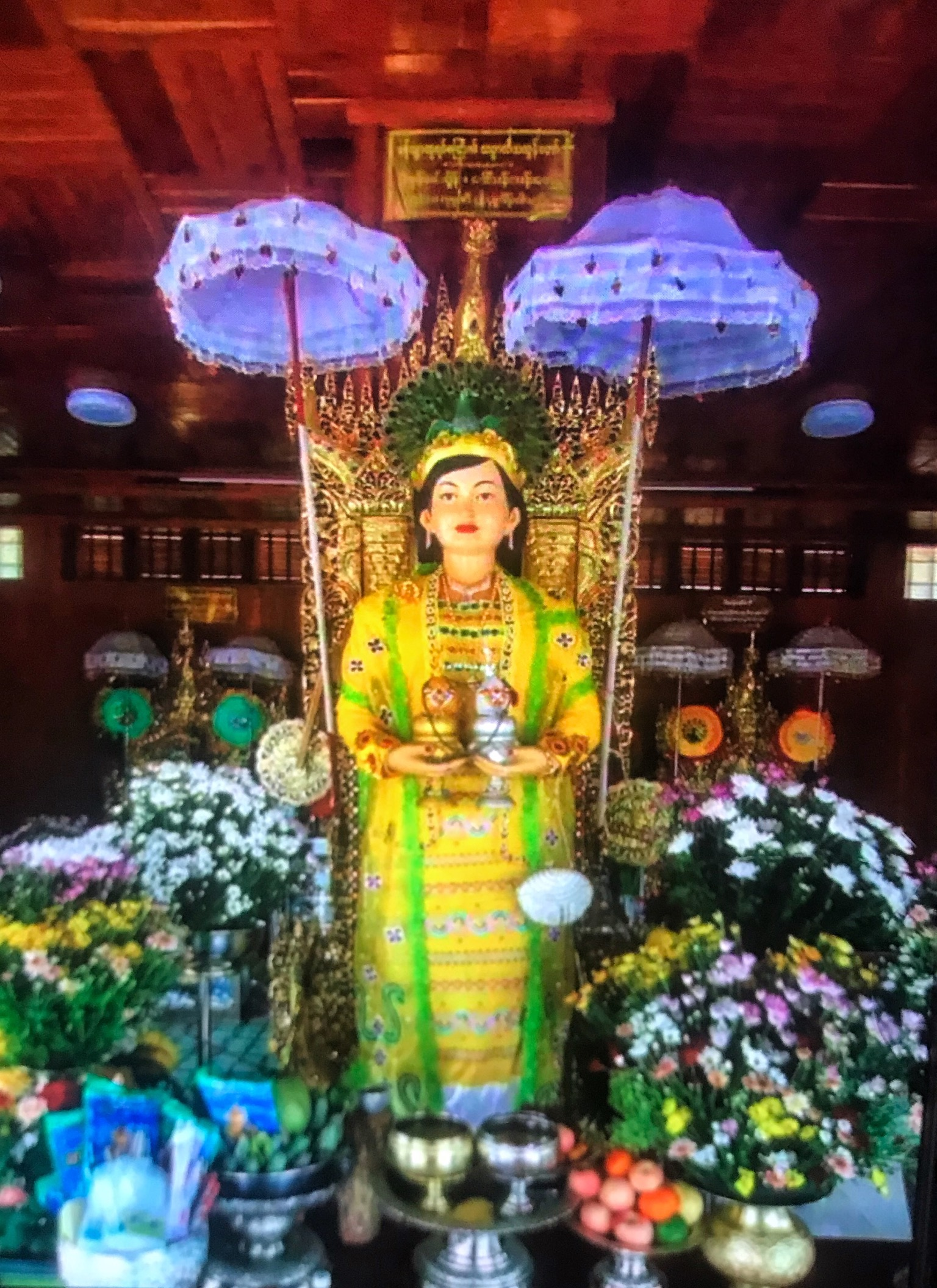
Tượng nữ hoàng Panhtwar.

Theo truyền thuyết, vua Duttabaung của thành Sri Ksetra sở hữu sức mạnh siêu nhiên từ một nốt ruồi lớn ở giữa trán. Được biết đến với tên gọi khác là Vua ba mắt, Duttabaung đã chinh phục vùng Beikthano được cai trị bởi Panhtwar và lấy bà làm vợ. Mặc dù bị đánh bại, nữ hoàng Panhtwar thề sẽ giành lại vương quốc về tay mình. Khi phát hiện ra rằng nguồn sức mạnh chính của nhà vua đến từ nốt ruồi trên trán, bà đã nghĩ ra một kế hoạch để giảm thiểu sức mạnh của nốt ruồi bằng cách cho nhà vua một chiếc khăn mặt được làm từ htamein của mình. Thời điểm nhà vua mất sức mạnh sau khi sử dụng khăn, ông sớm phải đối mặt với vô số cuộc nổi loạn và đã chạy trốn khỏi thủ đô. Trong quá trình trốn thoát, ông dừng chân nghỉ ngơi dưới một cái cây tayaw lớn và bao quanh bởi những cây kinpun. Khi trời bắt đầu mưa, đầu của ông đã ngấm chất lỏng từ tayaw và kinpun chảy xuống, nhờ đó mà loại bỏ đi tà ám của Panhtwar cũng như làm cho sức mạnh của Duttabaung trở lại. Từ đó trở đi, các vị vua Miến Điện kế tiếp đã sử dụng hỗn hợp tayaw kinpun để rửa tóc như một nghi lễ nhằm gội đi cái ác trên đầu họ.

## Trong văn hóa đại chúng
- Vào ngày 13 tháng 4 năm 2021, hai tháng sau cuộc đảo chính Myanmar 2021, các nhà hoạt động chính trị tại Mandalay đã phát động một cuộc tấn công bằng tayaw kinpun, trong đó phát cho mọi người mỗi ống xà phòng được bọc lại bởi các tờ rơi vận động chống lại chính phủ.[13]